# Herb Elliott
Herbert James Elliott, detto Herb (Subiaco, 25 febbraio 1938), è un ex mezzofondista australiano, campione olimpico dei 1500 metri piani ai Giochi di Roma 1960.

## Palmarès
| Anno | Manifestazione          | Sede    | Evento       | Risultato | Prestazione | Note            |
| ---- | ----------------------- | ------- | ------------ | --------- | ----------- | --------------- |
| 1958 | Giochi del Commonwealth | Cardiff | 880 iarde    | Oro       | 1'49"3      |                 |
| 1958 | Giochi del Commonwealth | Cardiff | Miglio       | Oro       | 3'59"0      |                 |
| 1960 | Giochi olimpici         | Roma    | 1500 m piani | Oro       | 3'35"6      | Record mondiale |

## Riconoscimenti
- Atleta maschile dell'anno dell'Associated Press (1958)